# Cecil Farris Bryant
Cecil Farris Bryant (Contea di Marion, 26 luglio 1914 – Jacksonville, 1º marzo 2002) è stato un politico e avvocato statunitense. Fu il 34º governatore della Florida dal 1961 al 1965.

## Biografia
Come la maggior parte dei politici della Florida all'epoca, era un segregazionista sebbene il suo predecessore, il governatore Thomas LeRoy Collins, non lo fosse. L'opposizione bianca lo aiutò a vincere le elezioni nel 1960.
L'amministrazione di Bryant contribuì a finanziare 28 junior college e altre università statali. Lavorò per la costruzione di autostrade interstatali e statali e per acquistare terreni pubblici per uso futuro da parte dello stato, dicendo che era importante farlo "prima che sorgesse la necessità - o prima che diventasse critica". Bryant era anche un importante sostenitore del Cross Florida Barge Canal. Come il suo predecessore e successore, si oppose alla pena di morte ma alcune esecuzioni ebbero comunque luogo durante la sua amministrazione poiché il governatore della Florida aveva un potere molto limitato per quanto riguarda la commutazione delle sentenze. Bryant lasciò l'ufficio il 5 gennaio 1965.
Dopo il suo mandato come governatore, Bryant si diresse a Washington per prestare servizio nel Consiglio di sicurezza nazionale e nell'Office of Civil and Defense Mobilization della Casa Bianca. Nel 1970, tornato in Florida, corse per il seggio al senato degli Stati Uniti liberato dal ritiro del democratico Spesard L. Holland, ma fu sconfitto nell'elezione democratica dal più liberale Lawton Chiles.
Dopo la sua sconfitta, Bryant tornò alla pratica legale, diventando milionario grazie alla sua lucrosa professione avvocatizia e a una compagnia assicuratrice da lui fondata. Morì a Jacksonville dove visse fino al 2002.